# Olga Homeghi
Ioniță Olga Homeghi –también conocida por su nombre de casada Olga Bularda– (Fieni, 1 de mayo de 1958) es una deportista rumana que compitió en remo.
Participó en tres Juegos Olímpicos de Verano, obteniendo en total cuatro medallas, bronce en Moscú 1980 (doble scull), oro en Los Ángeles 1984 (cuatro con timonel) y dos en Seúl 1988 (oro en dos sin timonel y plata en ocho con timonel).
Ganó siete medallas en el Campeonato Mundial de Remo entre los años 1979 y 1987.

## Palmarés internacional
| Juegos Olímpicos   | Juegos Olímpicos             | Juegos Olímpicos  | Juegos Olímpicos         |
| Año                | Lugar                        | Medalla           | Prueba                   |
| ------------------ | ---------------------------- | ----------------- | ------------------------ |
| 1980               | Moscú (URSS)                 | Medalla de bronce | Doble scull              |
| 1984               | Los Ángeles (Estados Unidos) | Medalla de oro    | Cuatro con timonel       |
| 1988               | Seúl (Corea del Sur)         | Medalla de oro    | Dos sin timonel          |
| 1988               | Seúl (Corea del Sur)         | Medalla de plata  | Ocho con timonel         |
| Campeonato Mundial |                              |                   |                          |
| Año                | Lugar                        | Medalla           | Prueba                   |
| 1979               | Bled (Yugoslavia)            | Medalla de bronce | Doble scull              |
| 1981               | Múnich (RFA)                 | Medalla de bronce | Cuatro scull con timonel |
| 1983               | Duisburgo (RFA)              | Medalla de plata  | Cuatro con timonel       |
| 1985               | Malinas (Bélgica)            | Medalla de plata  | Cuatro con timonel       |
| 1986               | Nottingham (Reino Unido)     | Medalla de oro    | Dos sin timonel          |
| 1987               | Copenhague (Dinamarca)       | Medalla de oro    | Dos sin timonel          |
| 1987               | Copenhague (Dinamarca)       | Medalla de oro    | Ocho con timonel         |